# ズヴォレン
ズヴォレン （スロバキア語：Zvolen [ˈzʋɔlen] 発音、ドイツ語：Altsohl、ハンガリー語：Zólyom）は、スロバキア中央部バンスカー・ビストリツァ県の町。古い城のある歴史ある町である。

## 歴史
ズヴォレンは旧石器時代から人が住んでいた。9世紀、スラヴ人が定住を始め、現在の中央スロバキアの地域中心地となった。ズヴォレンは1760年代までズヴォレン地方の首都のままであった。11世紀から12世紀、ヨーロッパでも大きな中世の城の一つプスチー城が建設された。町は元々城下に建てられ、ブダ（ブダペストの一部）からクラクフへと向かう重要な貿易ルート、ヴィア・マグナ（Via Magna）の途上にあった。ズヴォレンはハンガリー王ベーラ4世によって1230年代に町の特権を授けられた。ハンガリー王国で最初に町となったものの一つである。のち、ラヨシュ1世が新たにズヴォレン城を築き、代々のハンガリー王たちに人気のある狩猟休暇地となった。女王マーリアと神聖ローマ皇帝ジギスムントは、ズヴォレンで1385年に挙式した。
1848年から1849年、スロバキア民族復興運動の活動家リュドヴィート・シュトゥールは、ズヴォレンを選挙区に持っていた。1871年から1872年にかけ、新しい2本の鉄道線が建設されズヴォレンは重要な鉄道ハブのある産業中心地となった。スロバキア民族運動においても重要な役割を担っている。装甲列車フルバンとシュテファーニクは、地元の鉄道製造会社で製造された。現在この2つはズヴォレン城近郊で見ることが可能である。
ズヴォレンは現在も重要な鉄道のハブ駅をもち、広大な木材工場と科学技術大学がある。スリアッツ近郊のスリアッツ空港はプラハから直行便がある。町の広場は2002年に近代化され、地元の商品は観光客に好評である。冬季にスケート場が中心部に設置され、12月を通してお祭り気分の催しが開かれる。

## 統計
ズヴォレンの人口は43,147人（2005年調査）である。2001年調査によると、95.9％はスロバキア人、1.2％がチェコ人である。信仰は、52.5％がカトリック教会、26.4％が無宗教、15％がルーテル教会に属する 

## ゆかりの人物
- バラッシ・バーリント 　-　ハンガリー・ルネサンス期の詩人
- ヴラジミール・メチアル　-　政治家

## 友好都市
- プラハティツェ（英語版）, チェコ
- ズヴォリン（英語版）, ポーランド
- トートコムローシュ（英語版）, ハンガリー
- リウネ, ウクライナ

## 参照
1. 1 2  “Municipal Statistics”.   Statistical Office of the Slovak republic. 2007年5月3日閲覧。